# Steve Noble

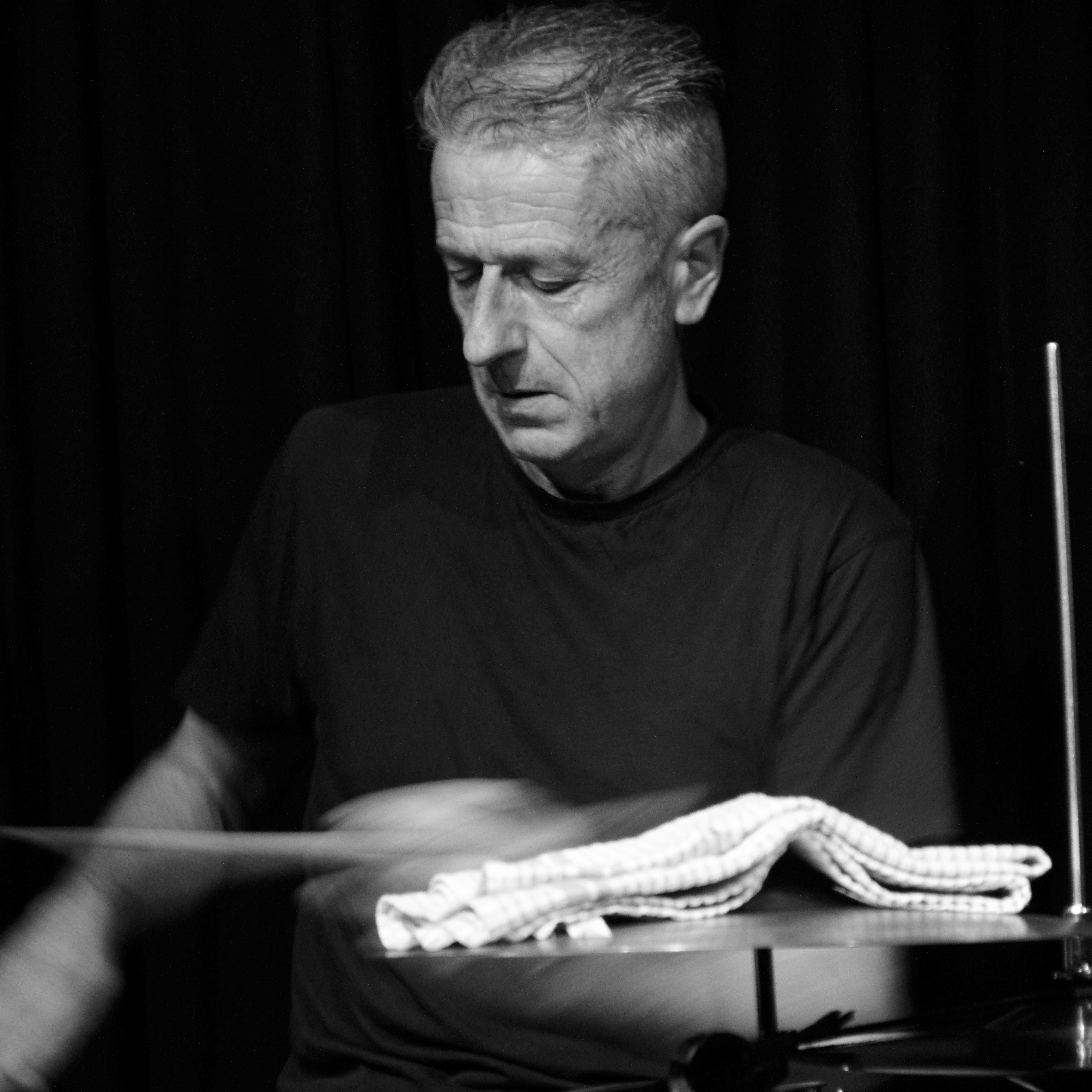
Steve Noble beim Konzert im Club W71, 2016

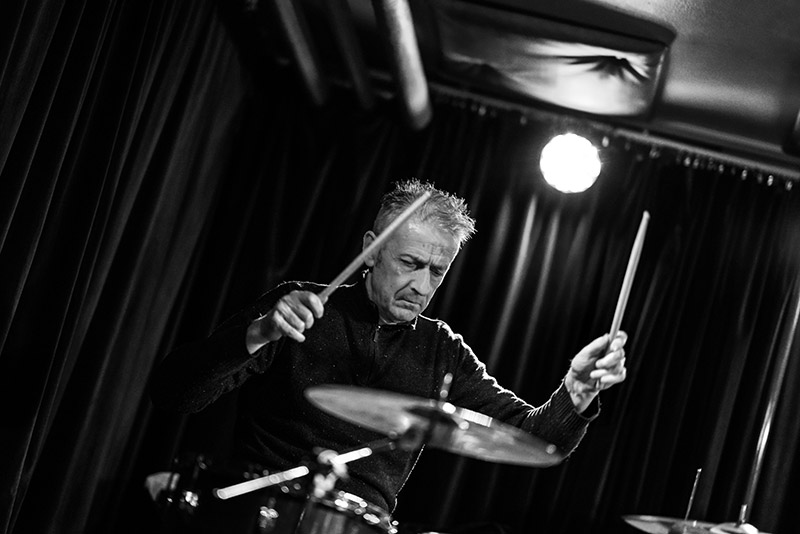
Steve Noble in Aarhus, Dänemark 2018

Steve Noble (* 16. März 1960 in Streatley, Berkshire) ist ein britischer Schlagzeuger (auch Live-Elektronik, Turntables) des Modern Jazz und der Improvisierten Musik.
Noble war Schüler des nigerianischen Schlagzeugers Elkan Ogunde. In den frühen 1980er Jahren war er Mitglied der Gruppe Rip Rig & Panic. 1985 nahm er am Jazzfestival von Thessaloniki als Mitglied von Derek Baileys Band teil, mit der er auch in den Folgejahren zusammenarbeitete.
Daneben war er auch in anderen Gruppen aktiv, u. a. in Tristan Honsingers Gruppe This, That and the Other, Hans Burgeners Ki Project, Tim Hills Pandaemonium Brass Band and Trio, im Hans Koch/Jacques Demierre Project und in Lol Coxhills Standard Conversions. Er arbeitet in Trio-Formationen mit Davey William und Oren Marshall bzw. Oren Marshal und Steve Buckley sowie And mit Derek Bailey and Pat Thomas. Mit Pat Thomas, John Edwards und John Telfer bildet er ein Quartett.
Eine langjährige Zusammenarbeit verbindet ihn mit dem Gitarristen und Klarinettisten Alex Ward und mit dem Pianisten Alex Maguire und dem The Bow Gamelan Ensemble unter Paul Burwell.

## Diskographische Hinweise
- Live at Oscars mit Alex Maguire, 1987
- Once mit Lee Konitz, Richard Teitelbaum, Carlos Zingaro, Tristan Honsinger, Barre Phillips, Derek Bailey, 1987
- Ya boo, reel & rumble mit Alex Ward, 1989/90
- Tumbala Casa! Trios vol. 1 mit Billy Jenkins, Oren Marshall, 1990
- Bigshots mit  Tony Bevan, Paul Rogers, 1991
- Twisters mit Tony Bevan, Alexander Frangenheim, 1995
- Flathead Reunion mit Oren Marshall, Davey Williams, 1995
- Bud ;oon mit Oren Marshall, Steve Buckley, 1996
- Bent mit Franz Hautzinger, Helge Hinteregger, Oren Marshall, 1996
- Zap II mit Paul Dunmall, John Adams, Oren Marshall, Mark Sanders, 1997
- And mit Derek Bailey, Pat Thomas, 1997
- Improvisation mit Derek Bailey, Pat Thomas, 1997
- Axis of Cavity mit Simon Rose, Simon H. Fell, 1999
- Proceedings mit Chris Burn, Matt Davis, Roland Ramanan, Ian Smith, Gail Brand, Alan Tomlinson, Neil Metcalfe, Terry Day, Alex Ward, Harrison Smith, Tom Chant, Lol Coxhill, John Butcher, Evan Parker, Caroline Kraabel, Adrian Northover, Nigel Coombes, Joe Townsend, Phil Wachsmann, Nikos Veliotis, John Edwards, Simon H. Fell, Rhodri Davies, John Bisset, Steve Beresford, Ansuman Biswas, Mark Sanders, Kaffe Matthews, Dave Tucker, 1999
- Homework mit Dave Tucker, Evan Parker, John Edwards, 2000
- False Cace Society mit John Edwards, Alex Ward, 2000
- The Hearing Continues... mit Harry Beckett, Ian Smith, Robert Jarvis, Alan Tomlinson, Neil Metcalfe, Terry Day, Alex Ward, John Rangecroft, Jacques Foschia, Harrison Smith, Hans Koch, Tom Chant, John Butcher, Evan Parker, Caroline Kraabel, Adrian Northover, Gary Todd, Nigel Coombes, Phil Wachsmann, Charlotte Hug, Marcio Mattos, Dave Tucker, Mark Wastell, John Edwards, Simon H. Fell, David Leahy, Rhodri Davies, John Bisset, Steve Beresford, Veryan Weston, Tony Marsh, Louis Moholo, Mark Sanders, Knut Aufermann, Pat Thomas, Orphy Robinson, 2000
- Zap III mit Paul Dunmall, Philip Gibbs, John Adams, Oren Marshall, 2000
- Out to Launch mit Lol Coxhill, Knut Aufermann, Steve Beresford, Olly Blanchflower, Lu Edmonds, Michael Kosmides, Neil Metcalfe, Paul Rutherford, Ian Smith, Pat Thomas, Veryan Weston, 2001
- Barbarians mit Derek Bailey, Pat Thomas, 2001 (?)
- Composition No. 62: Compilation IV mit Alex Ward, Clive Bell, Mick Beck, Evan Parker, Damien Royannais, Roland Ramanan, Angharad Davies, Phil Wachsmann, B. J. Cole, Rhodri Davies, Simon H. Fell, Philip Joseph, 2002–05
- The Ins and Outs mit Alan Wilkinson, Marcio Mattos, 2003
- The Society of the Spectacle mit Simon Rose, Simon H Fell, 2003
- Help Point mit Alex Ward, Luke Barlow, Simon H. Fell, 2003
- Steve Noble / John Edwards / Alan Wilkinson: Obliquity, 2007
- Live at Cafe Oto Day Two (Catalytic Sound, 2012)
- Peter Brötzmann/Steve Noble: I Am Here Where Are You, 2013
- Ada Trio + Steve Noble: Oto, 2013
- Stefan Keune, Dominic Lash, Steve Noble: Fractions (NoBusiness Records, 2015)
- Johan Berthling, Martin Küchen & Steve Noble: Threnody, at the Gates (Trost Records, 2017)
- Steve Noble / Yoni Silver: Home (Aural Terrains, 2017)
- John Butcher, Pat Thomas, Dominic Lash, Steve Noble: Fathom (577 Records, 2023)